# 三間村 (嘉義縣)
23°31′22.124″N 120°23′32.104″E / 23.52281222°N 120.39225111°E
三間村位於臺灣本島的西側，是臺灣嘉義縣新港鄉轄下的行政區，屬於平原地形，面積約278公頃，行政區下設8鄰，設籍人口542戶，總計約1701人。

## 地理
三間村於嘉義縣新港鄉的東南方，為平原地形、熱帶潮濕氣候，東鄰民雄鄉山中村，西連新港鄉中洋村，全村由三間厝、港尾以及鑽石新城三個聚落所組成，村內的作物種類以水稻為主，近年來村內興起養豬業，土地面積約278公頃。
三間村由發源自牛稠山的咬仔竹圳及牛稠溪分別貫穿村內和流經村子的南端，因而構成便利的灌溉網，也奠定了三間村以農立村的基礎。

## 聚落歷史
三間村於1723-1735年間（清雍正時期）有官民合力開鑿的十四甲圳灌溉，是新港鄉最早有紀錄的人工水利設施。
三間村水利興盛，之前有「九十六甲埤」舊址在津港尾一帶，湖面廣達五十公頃以上，是先民開墾三間厝及民雄鄉山中村時，賴以灌溉的主要水源，但因日漸淤積而被人們填塞。
三間村於新巷時期屬牛稠溪堡第九區，1920年(大正九年)時，三間聚落改為新巷庄的行政區域；1950年(民國39年)以後變更為嘉義縣新港鄉的轄區。

## 教育
三間村因無教育機構，所以嘉義縣政府將三間村的學區劃分在嘉義縣新港鄉福德村的新港國小、新港國中。

## 文化資產
- 三間永興宮：永興宮是當地的信仰中心，因始創建於六斗，故又俗稱六斗廟，位於三間村36號，1736年創立，主祀神明為保生大帝[6]，於誕辰日(每年農曆3月15日)當天會舉行繞境，繞境結束後緊接著是「過火」儀式，是村中重要的祭祀活動[7]。

- 鎮安宮：位於工業區旁，由華興元帥鎮殿，鎮安宮所在地原有一棵榕樹，後來因有一孩童在榕樹下起乩，材民才決定在該處建造廟宇[3]。

## 景點
- 三隻小豬地標：為了讓社區有新的氣象，村民們沿縣166道路營造入口意象，以改善社區的環境，包括以長青樹作為精神地標，長青樹取其老樹新生，也象徵了社區要向前走的意象[8]。

- 小火車公園：將台糖小火車舊火車站旁雜草叢生的空地，整理打造成三間牛稠小火車公園，並設置文化牆，展出社區的老照片以及社區村民的寫生作品[8]。

- 消失的十八甲野蓮埤：因三間村曾經擁有十八甲野蓮埤的溫沃土地，所以在舊鐵道下挖空來建造蓮花池[9]。

- 新港自行車道：舊時台糖鐵道，在停車後，轉型成自行車道，總長度為4.8公里，從新港市中心開始，沿路經過菜公村、中洋村，最後抵達三間村[10]。

## 其他特色
由嘉義縣新港鄉農會所輔導的「整合鄉村社區組織計畫」中，讓社區營造有一定的成果，並得到「全國特優社區」之美名。
三間村於冬至前一天會舉行「謝平安」的祭祀活動，且由各鄰輪流擲筊決定由誰負責祭祀相關事宜；農曆正月初九則擲筊決定頭家仔，負責在農曆3月15日前兩天清廟。